# 19462 Ulissedini
19462 Ulissedini (1998 HE20) là một tiểu hành tinh vành đai chính được phát hiện ngày 27 tháng 4 năm 1998 bởi P. G. Comba ở Prescott.